# Talang
Talang (indonez. Gunung Talang) – czynny wulkan na Sumatrze w Indonezji, w górach Barisan; zaliczany do stratowulkanów. Wysokość 2597 m n.p.m. (według niektórych źródeł 2575 m).
Na zboczach wulkanu znajdują się dwa niewielkie jeziora kraterowe (większe nosi nazwę Talang), a w pobliżu także dwa duże jeziora – Dibawah i Diatas. Aktywność wulkaniczna notowana od 1833 r.; ostatnia erupcja w 2007 r.